# Gräppås
Gräppås is een plaats in de Zweedse gemeente Kungsbacka in de provincie Hallands län en het landschap Halland. De plaats is opgedeeld in twee småorter: Gräppås en Gräppås (oostelijk deel) (Zweeds: Gräppås (östra delen)). Gräppås heeft 176 inwoners (2005) en een oppervlakte van 9 hectare en Gräppås (oostelijk deel) heeft 156 inwoners (2005) en een oppervlakte van 10 hectare.
Gräppås ligt op een in zee gelegen schiereiland en wordt omringd door zowel bos als wat moerasachtig gebied. De stad Kungsbacka ligt ongeveer tien kilometer ten noordoosten van het dorp.